# Подводные лодки типа «Касатка»
Подводные лодки типа «Касатка» — серия российских подводных лодок, построенных в 1904—1905 годах по проекту И. Г. Бубнова.

## История
1 сентября 1903 года Морское министерство выдало И. Г. Бубнову 3 000 рублей и разрешение на создание проекта подводного миноносца № 140, ставшего развитием миноносца № 113, более известного как подводная лодка «Дельфин». Техническое задание предусматривало надводную скорость в 14 узлов, увеличение водоизмещения и усиление вооружения. 20 декабря 1903 года готовый проект был одобрен Морским Техническим Комитетом, и 2 января 1904 года Балтийскому заводу был отдан заказ на строительство по предоставленному проекту головной лодки «Касатка». 24 февраля 1904 года были дозаказаны ещё 4 лодки, а 26 марта 1904 года была заказана последняя, шестая лодка, которая строилась на добровольные пожертвования, бо́льшая часть которых поступила из дворянского рода Шереметевых, и была названа в честь Бориса Шереметева, сподвижника Петра Первого. Лодки принимали активное участие в войне с Японией, в Первой мировой войне, в Гражданской войне.

## Конструкция

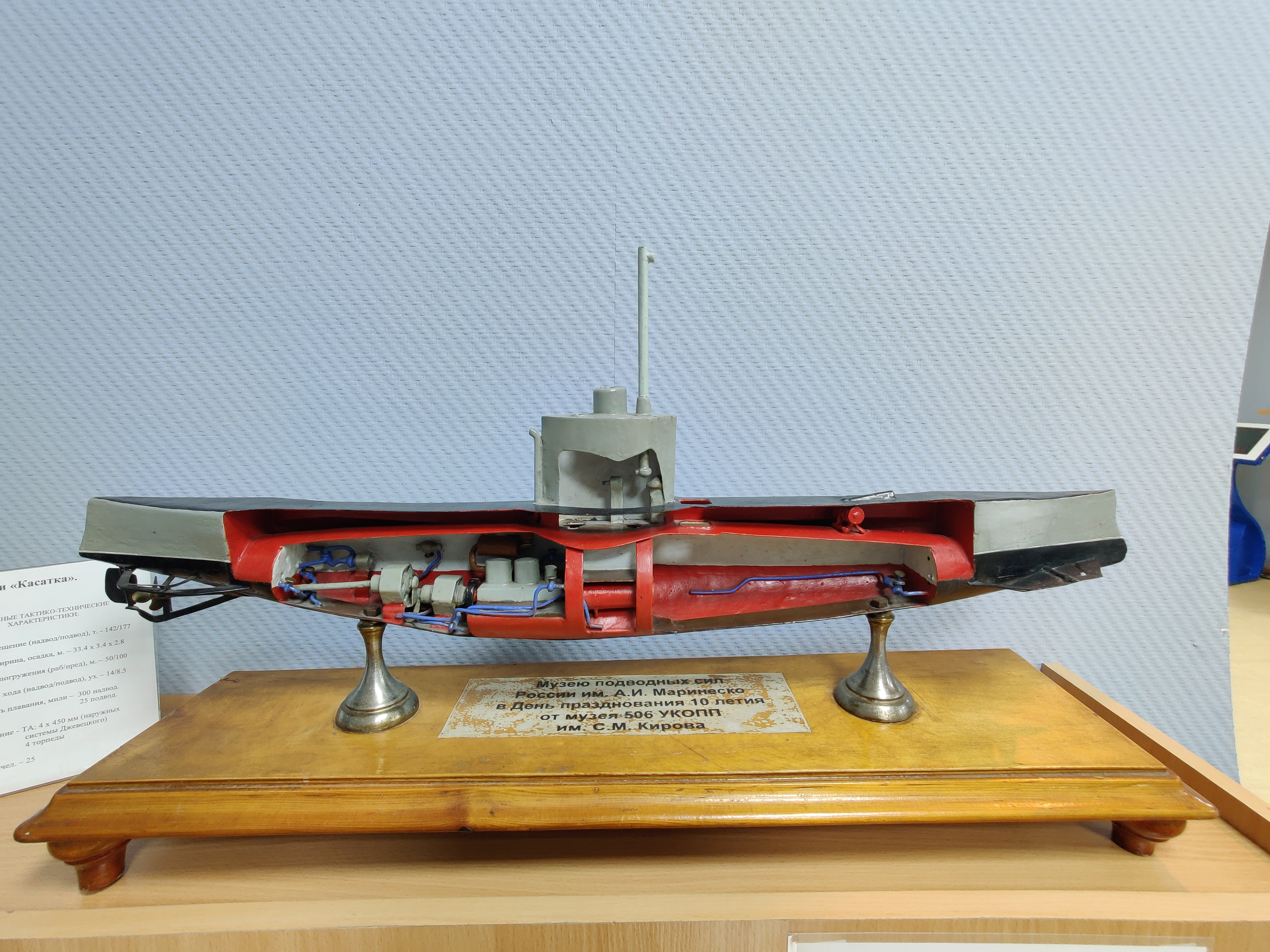
Модель подводной лодки типа «Касатка» в музее истории подводного флота России

### Корпус

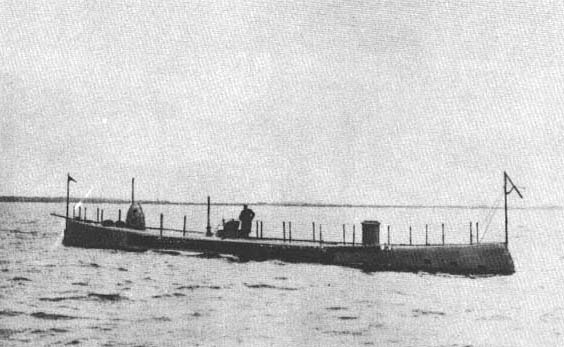
«Касатка» в 1905 году, видны три небольших рубки

Проект «Касатка» был создан на базе более раннего «Дельфина». Однокорпусная конструкция корпуса дополнялась проницаемой для воды надстройкой, повышающей мореходность. Форштевень был выполнен усиленным, чтобы лодка могла таранить небольшие небронированные суда. Длина «Касатки» выросла по сравнению с «Дельфином» с 20 до 33 метров, ширина незначительно уменьшилась, водоизмещение выросло на треть — со 113/135 тонн до 140/177 тонн в надводном и подводоном положениях соответственно. Благодаря более удачным обводам, лодки были быстрее «Дельфина» даже несмотря на менее мощную силовую установку. До 1905 года на палубе имелись три небольшие рубки — носовая, средняя и кормовая, причём кормовая использовалась как поплавок для предотвращения потери продольной остойчивости. Впоследствии их заменили одной большой центральной рубкой с ходовым мостиком.

### Силовая установка
Двигательная установка подводных лодок проекта «Касатка» была спроектирована трёхвальной, причём предполагалось, что центральный гребной винт вращается электромотором, а боковые винты — бензиновыми двигателями. Единственный электромотор имел мощность 100 л. с. и питался от аккумуляторной батареи ёмкостью от 3000 до 3600 ампер-часов в зависимости от режима разрядки. Для надводного хода и зарядки батарей лодки первоначально получили по два бензиновых двигателя фирмы «Панар» мощностью по 60 л. с., причём ещё на этапе строительства боковые линии вала были отменены, и лодки стали приводиться в движение электромотором через единственный винт, причём в надводном положении мотор питался от двух динамо-машин, спаренных с дизелями и одновременно заряжающими аккумуляторную батарею.

## Представители
| Название                   | Дата закладки | Спуск на воду   | Ввод в строй  | Судьба                                                                 |
| -------------------------- | ------------- | --------------- | ------------- | ---------------------------------------------------------------------- |
| Касатка                    | 18 марта 1904 | 24 июня 1904    | март 1905     | сдана на слом в 1925 году                                              |
| Скат                       | март 1904     | 21 августа 1904 | 29 марта 1905 | затоплена 24 апреля 1919 года                                          |
| Налим                      | апрель 1904   | 26 августа 1904 | 7 мая 1905    | затоплена 24 апреля 1919 года, поднята в 1932 году                     |
| Макрель                    | 1904          | 14 августа 1904 | 22 июля 1905  | сдана на слом в 1920-х годах                                           |
| Окунь                      | 1904          | 31 августа 1904 | 7 июля 1905   | сдана на слом в 1920-х годах                                           |
| Фельдмаршал граф Шереметев | 1904          | 8 августа 1904  | май 1905      | 4 августа 1917 переименована в «Кета», затонула в 1922, поднята в 1924 |